# ニコラ・マタワル
ニコラ・マタワル（Nikola Matawalu、1989年3月8日 - ）は、プロD2USモントーバンに所属するラグビー選手。

## プロフィール
- フィジー・スバ出身。
- ポジションはスクラムハーフ(SH)、ウィング(WTB)。
- 身長 176cm、体重 85kg
- ニックネームはNix [1]。
- フィジー代表キャップは40（2020年5月現在）でワールドカップ2015・2019のフィジー代表に選ばれた[2]。
- 7人制フィジー代表に選ばれたことがある。

## 略歴
グラスゴー・ウォリアーズ、バース、エクセター・チーフスを経て、2017年、グラスゴー・ウォリアーズに復帰。
2021年、USモントーバンに加入。